# Wellenläufer (Art)
Der Wellenläufer (Hydrobates leucorhous, Synonym: Hydrobates leucorhoa, Oceanodroma leucorhoa) ist eine von weltweit 15 Vogelarten der Gattung der Wellenläufer. Ihren Namen verdanken die Wellenläufer der Verhaltensweise, oft mit herunterhängenden Beinen dicht über dem Wasser zu gleiten. Dabei tauchen sie mit den Füßen ins Wasser ein.
An den westeuropäischen Küsten ist der Wellenläufer ein Brut- und Jahresvogel. An den Küsten Mitteleuropas ist er regelmäßig zu beobachten, dagegen ist er an der Ostsee und im Binnenland ein sehr seltener Ausnahmegast.

## Morphologie und Merkmale
Der Wellenläufer ist mit einer Körperlänge von 18 bis 21 cm etwas größer als die Sturmschwalbe. Das Gewicht liegt im Durchschnitt zwischen 40 und 50 g. Die Flügelspannweite beträgt 45 bis 50 cm. Wellenläufer haben ein dunkelgraubraunes Federkleid. Die Schwung- und Schwanzfedern sind etwas dunkler. Das Bürzel ist weiß mit einer dunklen Mittellinie. Die Füße sind schwarz. Die Flügel sind lang, spitz, im Flug gewinkelt und gebogen. Die Flügelunterseite ist etwas dunkler als die Flügeloberseite. Wellenläufer unterscheiden sich von Sturmschwalben vor allem durch den gegabelten Schwanz. Außerdem besitzen sie im Gegensatz zur Sturmschwalbe ein helles Band auf der Flügeloberseite. Die Flügelschläge sind rasch seeschwalbenähnlich. Der Flug ist durch unregelmäßige Körperdrehungen und häufige Änderungen der Flughöhe und -geschwindigkeit gekennzeichnet. Im Gegensatz zur Sturmschwalbe folgen sie keinen Schiffen.

## Verbreitung
Wellenläufer haben ein großes Verbreitungsgebiet. Es erstreckt sich über den gesamten Nordatlantik, den Westpazifik sowie im Ostpazifik von den Aleuten bis nach Niederkalifornien.
Die europäischen Brutkolonien liegen auf wenigen Inseln in Nordwesteuropa, wie den Lofoten, Färöern, Island, Irland und den Westküsten Großbritanniens. Die westatlantischen Brutkolonien erstrecken sich von Labrador bis nach Maine und Massachusetts.
Die europäischen Brutbestände verlassen von September bis November das Brutgebiet und ziehen südlich des Äquators vor die Küsten Namibias und Südafrikas. Zwischen April und Mai kehren sie in ihre Brutgebiete zurück. In Deutschland kann man die Vögel selten an der Nordsee, sehr selten auch an der Ostsee beobachten.

## Lebensweise

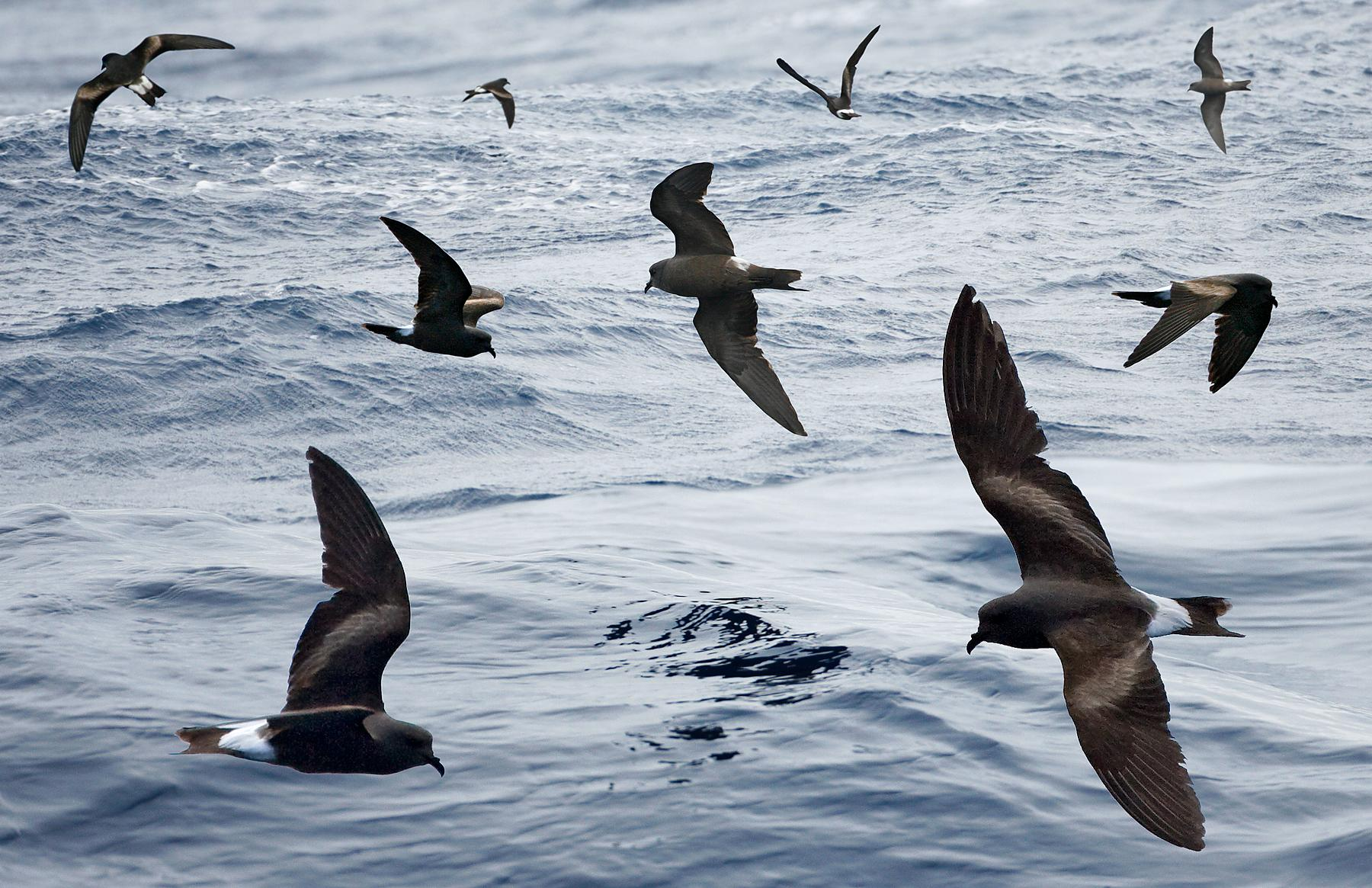
Wellenläufer im Flug

Wellenläufer verbringen die meiste Zeit ihres Lebens auf hoher See. Wie auch viele andere Seevögel kommen sie nur zur Brut an Land.

### Fortpflanzung

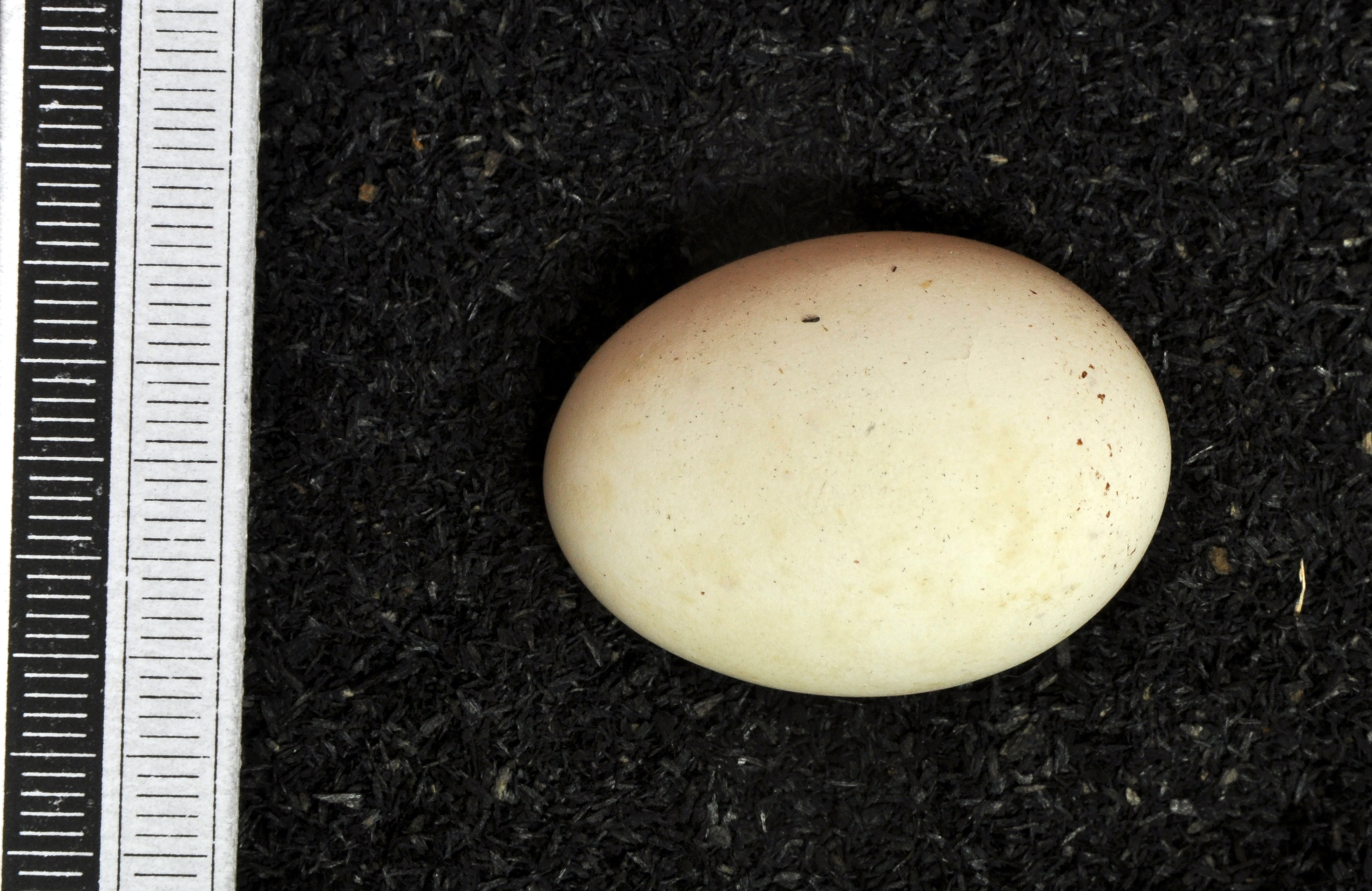
Ei, Sammlung Museum Wiesbaden

Das Nisten erfolgt von April bis Juni, größtenteils in Erdhöhlen an küstennahen felsigen Plateaus oder in Höhlungen von Felsen. Die Erdhöhlen werden von Männchen mit den Füßen gegraben. Der Schnabel wird dabei zur Auflockerung der Erde genutzt. Der Durchmesser der Eingangshöhle beträgt etwa 6 bis 7 cm, die Länge etwa 50 cm. Am Ende der Höhle befindet sich die mit Pflanzenmaterial ausgepolsterte Nistkammer, die einen Durchmesser von etwa 16 cm hat.
In die Nistkammer wird ein einzelnes weißes, am dickeren Ende leicht rotbraun gepunktetes Ei gelegt. Die Brutdauer beträgt im Durchschnitt 41 Tage. Die Vögel lösen sich beim Bebrüten ab. Mit 63 bis 70 Tagen werden die Jungen flugfähig. Während der Brutzeit kommunizieren die ansonsten stummen Vögel mit ratternden gurrenden Lauten.

### Nahrung
Die Nahrung besteht aus an der Meeresoberfläche vorkommendem Großplankton, Krebstieren, kleinen Fischen, Tintenfischen, Quallen und Tran. Die Vögel picken die Beute im Flug von der Meeresoberfläche auf. Die Nahrungssuche findet vorwiegend tagsüber statt.

### Feinde
Zu den Feinden der Wellenläufer gehören vor allem Greifvögel, Raubmöwen und Eulen. Zum Schutz der Gelege vor Raubmöwen kehren die Tiere in der Brutzeit nur nachts zu ihren Bruthöhlen zurück.

### Lebenserwartung
Die Lebenserwartung der Tiere beträgt in freier Natur zwischen 20 und 24 Jahren.

## Bestand
Der weltweite Bestand wird auf etwa 8 Millionen Individuen geschätzt (M. Crosby in litt.2003). Der größte Teil des weltweiten Brutbestands befindet sich mit mehr als 3 Millionen Brutpaaren auf dem unbewohnten kanadischen Baccalieu Island.
Die größten europäischen Vorkommen befinden sich auf Island (80.000–150.000 Paare) und an den Küsten Großbritanniens (36.400–64.900 Paare)
Die Bestände der Wellenläufer sind deutlich rückläufig und werden in der Roten Liste der IUCN mit dem Status „Vulnerable“ eingeschätzt.